# Чемпионат Европы по дзюдо 1952
Чемпионат Европы по дзюдо 1952 года проходил в Париже (Франция) 11 декабря.

## Медалисты
| Категория            | Золото                    | Серебро                  | Бронза |
| -------------------- | ------------------------- | ------------------------ | ------ |
| до 63 кг             | Charrière · Франция       |                          |        |
| до 70 кг             | Анри Куртин · Франция     |                          |        |
| свыше 80 кг          | Jean De Herdt · Франция   |                          |        |
| 1-й дан              | Антон Гесинк · Нидерланды | Жорж Пумара · Франция    |        |
| 2-й дан              | Роберт Жакмонд · Австрия  | Бернар Паризе · Франция  |        |
| 3-й дан              | Ги Кокиль · Франция       | Франц Нимфюр · Австрия   |        |
| 4-й дан              | Жан де Эрд · Франция      |                          |        |
| 1-й кю               | Жильбер Брискин · Франция | Хайн Эссинк · Нидерланды |        |
| Абсолютная категория | Ги Веррье · Франция       | Роберт Жакмонд · Австрия |        |

## Медальный зачёт
| Место | Страна     | Золото | Серебро | Бронза | Всего |
| ----- | ---------- | ------ | ------- | ------ | ----- |
| 1     | Франция    | 4      | 2       | 0      | 6     |
| 2     | Австрия    | 1      | 2       | 0      | 3     |
| 3     | Нидерланды | 1      | 1       | 0      | 2     |